# David Alarza
David Alarza Palacios (ur. 7 stycznia 1977) – hiszpański judoka. Dwukrotny olimpijczyk. Zajął piętnaste miejsce w Pekinie 2008 i odpadł w eliminacjach w Atenach 2004. Walczył w wadze średniej.
Piąty na mistrzostwach świata w 2009; uczestnik zawodów w 1999, 2001, 2003, 2005, 2007, 2010, 2011 i 2013. Startował w Pucharze Świata w latach 1996-2015. Zdobył sześć medali mistrzostw Europy w latach 2001 - 2007. Brązowy medalista igrzysk śródziemnomorskich w 2001 roku.

## Letnie Igrzyska Olimpijskie 2008
| Konkurencja | Eliminacje              | Eliminacje                | Repasaże                 | Klas. końcowa |
| Konkurencja | Przeciwnik I            | Przeciwnik II             | Przeciwnik I             | Miejsce       |
| ----------- | ----------------------- | ------------------------- | ------------------------ | ------------- |
| 90 kg       | Alexis Chiclana (PUR) Z | Ammar Bin Jachlif (ALG) P | Mohamed El Assri (MAR) P | 15.           |

## Letnie Igrzyska Olimpijskie 2004
| Konkurencja | Eliminacje              | Klas. końcowa |
| Konkurencja | Przeciwnik I            | Miejsce       |
| ----------- | ----------------------- | ------------- |
| 90 kg       | Wałentyn Hrekow (UKR) P | 1 runda.      |